# والنتینا تسرب نسینا
والنتینا تسرب نسینا (اوکراینی: Валентина Адамівна Цербе-Несіна؛ زادهٔ ۸ ژانویهٔ ۱۹۶۹) ورزشکار دوگانه اهل اوکراین است.وی همچنین از ورزشکاران دوگانه در بازی‌های المپیک زمستانی ۱۹۹۴ و ۱۹۹۸ بوده است.